# Камбалоподібні
Камбалоподібні (Pleuronectiformes) — ряд риб, іноді характеризується як підряд Perciformes. Містить понад 400 видів.

## Опис
Камбалоподібні характеризуються несиметричним, дуже стиснутим із боків високим тілом, одна сторона якого функціонально перетворена в нижню, а інша — у верхню. Обидва ока у дорослих риб розташовані на одному боці – в одних груп на правій, в інших на лівій. Спинний та анальний плавці довгі, черевні розташовані попереду грудних. Боки тіла звичайно різні за забарвленням, характером луски і бічної лінії. «Верхній» (з очами) бік тіла звичайно яскраво забарвлений, з плямистим або поперечно-смугастим візерунком, а «нижній» світлий.

## Поширення
Морські риби (рідко солонуватоводні й прісноводні), поширені в Атлантичному, Тихому, Індійському, Північно-Льодовитому океанах та ряді морів. Мешкають переважно в прибережних водах субтропічних і тропічних морів, але окремі види заходять й в арктичні моря, трапляються у річках і живуть на великих глибинах.
У Чорному морі мешкають 6 видів камбалоподібних, в Азовському морі — 5 видів.
У внутрішніх водоймах і територіальних водах України зареєстровано 6 видів риб, що належать до 4 родин камбалоподібних, у тому числі:
- родина калканових (Scophthalmidae)

калкан гладенький або ромб (Scophthalmus rombus)
калкан чорноморський (Scophthalmus maeotica)
калкан азовський (Scophthalmus torosa)
- родина камбалових (Pleuronectidae)

річкова камбала чорноморська або глось (Platichthys luscus)
- родина арноглосових (Bothidae)

арноглось Кесслера (Arnoglossus kessleri)
- родина солеєвих (Soleidae)

морський язик носатий (Pegusa nasuta)
У прибережній акваторії Криму мешкають всі представники камбалоподібних фауни України. В іхтіофауні Запорізької області ряд представлений 5 видами камбалоподібних (ромб гладенький, калкан чорноморський, калкан азовський, річкова камбала чорноморська, морський язик піщаний). Уздовж північно-західного узбережжя Чорного моря в межах територіальних вод України трапляються глось, солія та обидва видів калканів.

## Практичне значення
Ряд містить багато важливих промислових видів, таких як камбала європейська, глось, морський язик, калкан і палтус.